# Vester Mølle (Ærø)
 Ikke at forveksle med Vestermølle.
Vester Mølle sydøst for Søby på Ærø er en af Danmarks ældste hollandske vindmøller. Møllen er opført i 1834 som erstatning for to stubmøller og har været i brug indtil begyndelsen af 1980. Møllebygningen og undermøllen er opført i grundmur på et kampestensfundament. Overmølle og hat er stråtækt. Den har fungeret som kornmølle, og foruden mølleriet har der været drevet handel med korn og foderstoffer.  Møllens lofter er bevaret med ældre bræddegulve og en enkel ligeløbstrappe i træ. En del ældre mølleinventar er bevaret herunder blandt andet stjernehjul, hjul- og vingeaksel, samt en del kværne. Møllen og Møllegården blev bygningsfredet 1964.
Den grundmurede og stråtækte møllegårds stuehus og avlsbygning, nord for møllen, er fra 1800.  Avlsbygningen er en enetages bygning, der er opført dels i bindingsværk og dels i grundmur. Bindingsværket er sorttjæret, mens tavl og murpartier er pudsede og hvidkalkede.  
Møllegårdens bygninger rummer i dag Kunsthøjskolen på Ærø med maleatelier, skulptur- og medieværksted, bibliotek og foredragssal.